# Zane Bērziņa
Zane Bērziņa (* 11. Mai 1971 in Riga) ist eine lettische Designerin, Künstlerin, Forscherin und Professorin für konzeptionelle Gestaltung von Materialien und Oberflächen im Fachgebiet Textil- und Flächen-Design der Kunsthochschule Berlin-Weißensee. 

## Biografie
Zane Bērziņa studierte von 1982 bis 1989 Bildende Kunst an der Janis Rozentals Fine Art School in Riga. An der Kunstakademie Lettlands in Riga, Textile Department, erwarb sie 1994 ihren Bachelor of Arts, den Master of Arts absolvierte sie 1997. 
Von 1994 bis 1995 war sie Gaststudentin an der University of Arts and Design in Helsinki, Finnland. Von 1995 bis 1999 studierte sie Industrielles Design mit dem Schwerpunkt Textildesign an der Hochschule der Künste (HdK) Berlin, (heute Universität der Künste, UdK) bei Barbara Ehring. Ihr zweites Masterstudium in Textil- und Fashiondesign (European Masterprogram in Fashion and Textiles) absolvierte sie von 1999 bis 2000 an der University of Southampton (Großbritannien), an der HdK Berlin (heute UdK), an der Winchester School of Art (Großbritannien) und am Institut Français de la Mode, Paris (Frankreich).
Von 2000 bis 2004 war sie Dozentin an der UdK Berlin und promovierte am London College of Fashion der University of the Arts in London, wo sie 2005 für ihre Arbeit „Skin Stories: Charting and Mapping the Skin“ promoviert wurde. Ihre Doktorarbeit wurde von Frances Geesin, Norma Starszakowna und Kay Politowicz betreut, inhaltliche Unterstützung erhielt sie von Klaus Haussmann, Institut für Biologie und Zoologie, Freie Universität Berlin. 
Von 2004 bis 2006 unterrichtete sie an der Goldsmiths, University of London, Fine Arts Department. 2006 gehörte sie zum Gründungsteam der E-Text+Textiles Society in Riga, Lettland, zusammen mit Joseph Tabbi (Literaturprofessor an der University of Illinois, Chicago) sowie Manuela Rossini (Kulturwissenschaftlerin, Basel). Von 2007 bis 2009 arbeitete sie als wissenschaftliche Mitarbeiterin am Goldsmiths College, University of London, an ihrem eigenen Forschungsprojekt „E-Static Shadows“. Kooperationspartner waren der Architekt Jackson Tan, das TITV – Textilforschungsinstitut Greiz (Deutschland), das Department of Materials, die Queen Mary, University of London (Großbritannien), das Department of Computing und das Constance Howard Resource and Research Centre in Textiles am Goldsmiths College, University of London (Großbritannien). Gefördert wurde ihre Forschung durch AHRC – Arts and Humanities Research Council. 
Zwischen 2007 und 2016 war sie Mitglied der Goldsmiths Digital Studios des Goldsmiths College, University of London.
Seit 2008 ist Zane Bērziņa Professorin an der weißensee kunsthochschule berlin. 2010 initiierte und gründete sie an der weißensee kunsthochschule berlin gemeinsam mit der Industrial Designerin Susanne Schwarz-Raacke und der Modedesignerin Heike Selmer das GreenLab, ein Labor für nachhaltige Design-Strategien sowie im gleichen Jahr gemeinsam mit der Industriedesignerin Carola Zwick und der Digital-Media-Designerin Barbara Junge das eLab, ein Labor für Interaktive Technologien.
Zane Bērziņa arbeitet an verschiedenen interdisziplinären Projekten an den Schnittbereichen von Design, Kunst, Gesellschaft, Naturwissenschaften und Technologie. Ihre künstlerisch-gestalterische Praxis und Forschung dreht sich vor allem um Soft Technologies, Aktive Textilien, adaptive Oberflächensysteme, experimentelle Materialforschung, Prozesse und Szenarien für Design, öfters in Verbindung mit biomimetischen Praktiken. Ihre Lehre und Forschung fußt auf interdisziplinären Aktivitäten in Wissenschaft und Design und zeigt dabei, wie diese den kulturellen und technologischen Kontext beeinflussen. 
Seit 2014 ist sie Mitglied des Forschungskonsortiums „smart³ I materials, solutions, growth“ für die Entwicklung neuer Produkte mit intelligenten Materialien und Leiterin mehrerer BMBF-geförderter smart³-Forschungsprojekte an der weißensee kunsthochschule berlin („start smart“, „smart tools for smart design“, „SoundAdapt“, „smart materials satellites“). Seit 2016 ist sie Mitglied des Forschungskonsortiums „futureTEX“ und leitet das Forschungsprojekt „Textile Prototyping Lab“ seitens der Kunsthochschule. 
Ihre Werke sind in Kunstsammlungen der US-Botschaft in Riga (Lettland), European Bank for Reconstruction and Development in Riga (Lettland), Lloyd Cotsen Collection (USA) und in Privatsammlungen vertreten. In der Öffentlichkeit sind besonderes ihre Projekte „Skin Stories“ (2000–2006), „Touch Me“ (2005–2011) und „E-Static Shadows“ (2007–2009) bekannt.
Sie war von 2008 bis 2012 Mitglied der Redaktion für wissenschaftliche Publikation „The Nordic Textile Journal“ published by The Center for Textile Research, University of Borås. Von 2013 bis 2016 arbeitete sie als Mitglied der Redaktion für wissenschaftliche Publikation „Journal of Textile Design Research and Practice“, Bloomsbury Publishing. Seit 2012 ist sie Projektbeiratsmitglied des Bundespreises Ecodesign, Berlin.
Sie lebt und arbeitet in Berlin.

## Ausstellungen
Ihre Arbeiten wurden seit 1991 in internationalen Ausstellungen gezeigt, unter anderem in: 
- NAMOC, The National Art Museum of China, Peking
- Wellcome Trust, London, Großbritannien
- Casino Luxembourg – Forum d'art contemporain, Luxemburg
- FACT – Foundation for Art and Creative Technology, Liverpool, Großbritannien
- Center for Craft, Creativity and Design, North Carolina, USA
- Sainsbury Centre for Visual Arts, Norwich, Großbritannien
- Victoria & Albert Museum, London, Großbritannien
- Textile Museum of Prato, Italien
- National Art Museum, Tallinn, Estland
- State Art Museum, Moscow, Russland
- State Gallery Arsenals, Riga, Lettland
- Foreign Art Museum, Riga, Lettland
- The Fowler Museum at UCLA, Los Angeles, USA
- Dana Centre, Science Museum, London, Großbritannien

## Auszeichnungen & Stipendien (Auswahl)
- 2009 ‘Eurolecture – European Programme for Innovative Academic Teaching‘ award by the Alfred Toepfer Stiftung for the project e-MOTION an der UdK Berlin, Institute for Experimental Fashion and Textile Design, Deutschland
- 2009 Arts Council and The National Lottery, Grant for the Arts, Großbritannien
- 2007–2009 Arts and Humanities Research Council large research award for the project E-Static Shadows in collaboration with the Constance Howard Resource and Research Centre in Textiles, Großbritannien
- 2006 Goldsmiths, University of London, Visual Arts Department, Research Award
- 2002–2004 The Textile Institute bursary (Stipendium), Großbritannien
- 2000–2003 ORS – The Overseas Research Students Award, Großbritannien
- 2000–2004 The London Institute Research Students Scholarship, Großbritannien
- 2000 Lucky Strike Junior Designer Award, Raymond Loewy Foundation, Deutschland
- 1999 Artist grant from the Soros Center for Contemporary Art, Riga, Lettland
- 1998–1999 Scholarship from the Foundation Kulturkapitala Fonds in Lettland
- 1995 UIAH Scholarship, Finnland
- 1995 CIMO – Nordic Council of Ministers Scholarship, Finnland

## Publikationen (Auswahl)
- Greendesign 4.0: Social Design – Anstiften zur Gestaltung. Editoren: Susanne Schwarz-Raacke, Zane Berzina, Steffen Schuhmann. Projekte aus dem GreenLab. Published by GreenLab, weißensee kunsthochschule berlin, 2017
- Berzina, Zane (2016): Aktive Textilien, adaptive Oberflächen und tangible Schnittstellen. In: Doll, Nikola / Bredekamp, Horst / Schäffner, Wolfgang für das Interdisziplinäre Labor „Bild Wissen Gestaltung“ (Hg.): +ultra. gestaltung schafft wissen. Ausstellungskatalog Martin-Gropius-Bau, Berlin. Leipzig: E. A. Seemann, S. 205–211.[1]
- Greendesign 3.0: Postcarbon – Design für eine zukunftsfähige Lausitz. Editoren: Susanne Schwarz-Raacke, Zane Berzina, Steffen Schuhmann. Projekte aus dem GreenLab. Published by GreenLab, weißensee kunsthochschule berlin, 2014[2]
- Green Design 1.0: Projekte aus dem Greenlab / Greenlab, Laboratory for Sustainable Design Strategies. Editoren: Zane Berzina, Susanne Schwarz-Raacke, Heike Selmer. GreenLab, weißensee kunsthochschule berlin, 2014[3]
- The digital turn – Design in the Era of Interactive Technologies. Editoren: Barbara Junge, Zane Berzina, Walter Scheiffele, Wim Westerveld, Carola Zwick. Park Books, 2012[4]
- Berzina, Z (2010). High-Craft – Examples of Practice Led Research Work from 2000 to 2010. In: Future Textile Environments, edited by Renata Brink, Marion Ullrich Publisher: HAW Hamburg and R. Brink, M. Ullrich, 2010
- Berzina, Z (2008). E-Static Shadows. Ambience 08 Conference. Paper publications, 2008, The Swedish School of Textiles, University College of Borås, Sweden and the Tampere University of Technology, Finnland.
- Berzina, Z (2008). Re-thinking Touch. In: Sk-interfaces, Exhibition catalogue, edited by Jens Hauser. Publisher: Liverpool University Press and FACT (Foundation for Art and Creative Technology), Liverpool, 2008, p. 147–149
- Berzina, Z (2006). Designing for Future Textiles - Challenges of Hybrid Practices. In: Textile Narratives & Conversions: Proceedings of the 10th Biennial Symposium of the Textile Society of America, October 11–14, Toronto, Ontario, Kanada
- Berzina, Z (2006). Skin Stories II – Archaeology of Skin. Zane Berzina, exhibition catalogue. Publisher: British Council, Riga, 2006